# Кожевників Петро Якович
Петро Якович Кожевників (* 23 червня 1896, Липівка, Київський повіт, Київська губернія — † 24 лютого 1980, Гамбург) — український військовий і політичний діяч. Учасник 1-го Конгресу українських націоналістів у Відні. Виключений з ОУН за провокаційну діяльність. Ймовірний агент ОГПУ/НКВД.

## Життєпис

Перший Конґрес Українських Націоналістів у Відні, 1929 рік. Сидять зліва направо 1 ряд: Юліан Вассиян, Дмитро Андрієвський, Микола Капустянський, Євген Коновалець, Микола Сціборський, Яків Моралевич, Володимир Мартинець, Микола Вікул. Стоять зліва направо 2 ряд: Іван Малько, Осип Бойдуник, Максим Загривний, Євген Зиблікевич, Петро Кожевників, Дмитро Демчук, Леонід Костарів, Олесь Бабій, Ріко Ярий, Михайло Антоненко, Зенон Пеленський. Стоять зліва направо 3 ряд : Юрій Руденко, Ярослав Барановський, Степан Охримович, Степан Ленкавський, Андрій Федина, Ярослав Герасимович, Теофіл Пасічник-Тарнавський, Олександр Згорлякевич

1918 року служив у першій залізничній сотні Армії УНР, яка увійшла потім до складу Фастівського окремого залізничного куреня. Хворів на тиф і лежав у лікарні в Проскурові. Після видужання заарештований ЧК у Києві, згодом звільнений.
На еміграції в Польщі, а з травня 1921 року в Берліні. Там він працював і навчався, став студентським діячем та
журналістом, активним у політичному житті. Вступає до Леґії українських націоналістів
У 1929 брав активну участь в I Конгресі Українських Націоналістів, обраний членом Проводу. 3 листопада цього ж 1929 року виключений з організації за порушення дисципліни.
В 1937 році переїжджає до Женеви, а згодом до Рима. У другій половині 1941 повертається до Берліну. 28 липня 1943 заарештований Гестапо.
Після захоплення Східної Німеччини Радянською армією його перевозять до тюрми «Лубянка» у Москві, де він сидів в одній камері із з Леопольдом Трепером — шефом радянської розвідки в Західній Європі, зокрема організації «Червона капела». Потім його заслали до табору «Кизсюх» в Пермській області, а згодом до інших таборів. Звільнений у січні 1955, проживав у Караганді і працював вчителем німецької мови в середній школі № 25.
13 жовтня 1971 виїхав через Варшаву та Східний Берлін до Гамбурга. Помер 24 лютого 1980 року і похований на кладовищі Ульєтдорф.